# Benavente, Zamora
Benavente là một đô thị trong tỉnh Zamora, Cộng đồng tự trị Castile và Leon của Tây Ban Nha. Dân số khoảng 20.000 người.

## Dân số
| Population | 4.959 | 5.423 | 5.796 | 6.384 | 7.884 | 9.909 | 11.080 | 11.779 | 12.509 | 14.410 | 16.590 | 18.675 | 18.744 |